# Flugunfall bei Kano 1973
Der Flugunfall bei Kano 1973 ereignete sich am 22. Januar 1973, als eine Boeing 707 der Alia Royal Jordanian Airlines auf einem Charterflug im Auftrag der Nigeria Airways von Dschidda nach Lagos während der Zwischenlandung auf dem Flughafen Kano verunglückte. Die Maschine war dabei von der Landebahn abgekommen und in Brand geraten, nachdem beim Aufsetzen während der Landung das Bugfahrwerk gebrochen war. Aufgrund eines schwerst mangelhaften Notfallmanagements am Flughafen Kano kamen bei dem Unfall 176 der 202 Personen an Bord ums Leben.
Mit Stand November 2019 handelt es sich um den schwersten Flugunfall in Nigeria.

## Flugzeug
Bei der Maschine handelte es sich um eine Boeing 707-3D3C, deren Erstflug am 14. Januar 1971 erfolgt war. Am 26. Januar 1971 wurde die Maschine an die Alia Royal Jordanian Airlines ausgeliefert und seitdem durchgehend von dieser unter dem Luftfahrzeugkennzeichen JY-ADO betrieben. Es handelte sich um die 850. Boeing 707 aus laufender Produktion, die auf dem Boeing Field endmontierte Maschine trug die Werksnummer 20494. Das vierstrahlige Langstrecken-Schmalrumpfflugzeug war mit vier Turbofantriebwerken des Typs Pratt & Whitney JT3D-3B ausgestattet.

## Besatzung und Passagiere und Flugplan
Bei dem Flug handelte es sich um einen Haddsch-Charterflug, der von Alia Royal Jordanian Airlines für Nigeria Airways durchgeführt wurde. An Bord der Maschine hatten 193 Passagiere Platz genommen, die von einer neunköpfigen Besatzung begleitet wurden. Bei den Passagieren handelte es sich mehrheitlich um muslimische Pilger, die von einer Pilgerreise aus Mekka zurückkehrten.

## Flugverlauf und Unfallhergang
Die vollbesetzte Maschine war vom Flughafen Dschidda (alt) gestartet und sollte zum Flughafen Lagos fliegen. Aufgrund von schwierigen Wetterverhältnissen am Zielflughafen wichen die Piloten zum Flughafen Kano aus. Dort herrschten während des Landeanflugs starke Winde. Bei der Landung um 9:30 Uhr Ortszeit setzte die Maschine mit dem Bugfahrwerk zuerst hart auf, während die Hauptfahrwerksräder kaum Bodenkontakt hatten. Das Bugfahrwerk geriet in einen Graben neben der Landebahn und brach schließlich ab. Die Maschine drehte sich anschließend um 180 Grad, kam von der Landebahn ab, schlitterte in einen weiteren Graben und geriet in Brand. Der Brand zerstörte fast den gesamten Rumpf der Maschine, der Zeugenaussagen zufolge förmlich zusammenschmolz. Lediglich das Heck blieb erhalten. Da die Evakuierung sehr spät eingeleitet wurde, konnten sich von den 202 Menschen an Bord nur 26 retten. Insgesamt 176 Menschen starben bei dem Unfall, darunter 170 Pilger und sechs Besatzungsmitglieder.

## Ursache
Bei der Unfalluntersuchung wurde festgestellt, dass die Maschine bei der Landung von einer Wirbelschleppe erfasst wurde.

## Bedeutung
Es handelt sich um den schwersten Flugunfall in Nigeria (Stand: November 2019) sowie, nach dem Flugunfall bei Agadir den zweitschwersten Unfall mit einer Boeing 707 sowie den zweitschwersten Unfall der Alia Royal Jordanian Airlines. Mit 176 Toten war der Unfall der seinerzeit schwerste der zivilen Luftfahrt, bis er 14 Monate später durch den Turkish-Airlines-Flug 981 mit 346 Toten übertroffen wurde.